# 中華台北U16男子籃球代表隊
中華台北U16男子籃球代表隊，為台灣16歲以下之籃球員所組成的國家代表隊，由中華民國籃球協會負責遴選組隊，代表中華民國（台灣）參加二年一度的亞洲U16青年籃球錦標賽。
U16籃球賽自2009年起，於奇數年舉辦，台灣自彼時便組中華台北U16男子籃球代表隊參賽。

## 名單
- 2009

教練團：葉安展 林育正 鄭曉嵐何佳洛
其他球員：鍾維平 吳家駿 高柏宇 林揚軒 林任鴻 鄭騏寬 王人傑 楊興治 范士恩 溫立煌
- 2011[1]

教練團：林正明 邱國達 許時清 陳奕丞
球員：吳宥達 劉人豪 王逸帆 葉韋喬 盧冠軒 黃新翔 潘向珽 李冠毅 黃仲誼 陳柏良 陳俊哲 謝宗融
- 2013

教練團：謝玉娟 吳正杰 彭富雄
球員：張峻庭 (泰山高中) 陳柏宏 (能仁家商) 吳季穎 (南山高中) 孫永成 (南山高中) 吳彥儒 (能仁家商) 杜思汗 (新榮高中) 詹軍 (苗栗高中) 董晉嘉 (松山高中) 黃建智 (南山高中) 徐鉦順 (三民家商) 藍濬毅 (新榮高中) 劉鎮葳 (東泰高中)
- 2015[2]

教練團：林正明（總教練） 吳正杰（執行教練）　靳智翔
其他球員：林于峻 韓杰諭 譚傑龍 謝文源 陳郁仁 高承恩 陳范柏彥 張鎮衙
- 2017(延至2018開打)

教練團:吳正杰、許澤鑫、徐仲毅
球員: 林勵 馬建豪 林心翔 陳冠中 程慶華 簡賀宇 許敬恩 張安誠 陳將双 羅世恩 陳力生 林宇謙
- 2023(組軍後才發現未獲參賽資格)

教練團:廖覎鋕、許澤鑫、林育正、周彥宏
球員:黃瀚陞(神岡)、鍾竣宇(大成)、幸宇勝(金華)、林子平(安康)、查傑(松山)、張為甯(金華)、周佑承(金華)、謝旻耕(信義)、劉耕灝(南山)、張育綸(泰山)、田亞脩(埔里)、謝宗恩(金華)、張鈞淮(光復)、陳相榮(光復)、李育誠(安康)。
- 2025

教練團:吳正杰、
球員: 呂書瑋(松山)、林穎浩(南湖)、張承曄(彰縣成功)、王家程(彰縣成功)、周昱陳(松山)、王以勒(南湖)、陳冠緁(南湖)、陳泓宇(旅美)、林暘恩(南湖)、幸培安(南山)、嘟拔斯･伊斯卡卡夫特(南湖)、蕭承哲(雄中)、潘辰武(松山)、高以勒(東山)、黃佳霖(金華)、余玄騰（彰縣成功）傷退。

## 歷年成績
- 2009年亞洲U16青年男子籃球錦標賽：第5名
- 2011年亞洲U16青年男子籃球錦標賽：第9名
- 2013年亞洲U16青年男子籃球錦標賽：第4名 （隊史次佳）
- 2015年亞洲U16青年男子籃球錦標賽：第2名（闖進U17世青賽，隊史最佳）[2]
- 2017年亞洲U16青年男子籃球錦標賽：第9名
- 2025年亞洲U16青年男子籃球錦標賽：第名

## 2013年亞洲U16青年男子籃球錦標賽
參賽成績
- 【預賽】-勝- 哈萨克斯坦 109:82
- 【預賽】-勝- 菲律賓 95:90
- 【複賽】-勝- 印度 80:69
- 【複賽】-勝- 约旦 81:68
- 【複賽】-負- 日本 76:96
- 【半準決賽】-勝- 巴林  70:67
- 【準決賽】-負- 菲律賓 72:77
- 【季軍賽】-負- 日本 72:85

## 2015年亞洲U16青年男子籃球錦標賽
參賽成績
- 【預賽】-勝- 孟加拉国 145:31
- 【預賽】-勝- 黎巴嫩 93:86
- 【預賽】-勝- 印尼  79:56
- 【複賽】-勝- 马来西亚 90:59
- 【複賽】-勝- 科威特 80:67
- 【複賽】-勝- 日本 83:75
- 【半準決賽】-勝- 泰國  88:39
- 【準決賽】-勝- 日本 60:57
- 【冠軍賽】-負- 韩国 69:78

## 2017年亞洲U16青年男子籃球錦標賽
參賽成績
- 【預賽】-勝- 澳門 122:47
- 【預賽】-敗- 伊朗 84:93
- 【八強資格賽】-敗- 黎巴嫩 78:82

## 2025年亞洲U16青年男子籃球錦標賽
參賽成績
- 【預賽】-菲律賓-:
- 【預賽】-紐西蘭- :
- 【預賽】-印尼- :